# Grand Prix moto du Pacifique

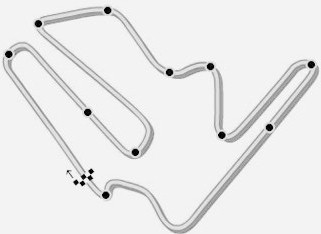
Tracé du circuit de Motegi.

Le Grand Prix moto du Pacifique est une manche du championnat du monde de vitesse moto disputée entre 2000 et 2003 au Japon, sur le circuit de Motegi.

## Palmarès
| Année | Circuit | 125 cm3                     | 250 cm3                  | MotoGP                      | Rapport |
| ----- | ------- | --------------------------- | ------------------------ | --------------------------- | ------- |
| 2003  | Motegi  | Hector Barbera (Aprilia)    | Toni Elías (Aprilia)     | Max Biaggi (Honda)          | Rapport |
| 2002  | Motegi  | Dani Pedrosa (Honda)        | Toni Elías (Aprilia)     | Alex Barros (Honda)         | Rapport |
| Année | Circuit | 125 cm3                     | 250 cm3                  | 500 cm3                     | Rapport |
| 2001  | Motegi  | Youichi Ui (Derbi)          | Tetsuya Harada (Aprilia) | Valentino Rossi (Honda)     | Rapport |
| 2000  | Motegi  | Roberto Locatelli (Aprilia) | Daijiro Kato (Honda)     | Kenny Roberts, Jr. (Suzuki) | Rapport |